# Архимандрит Никанор (Богуновић Скочић)
Никанор Богуновић Скочић (1735–1792) био је генерални викар (лат. vicаrious – уместо) Далмације (1783–1792) и архимандрит манастира Крка. 
 
У историографској грађи Никанора помињу још у под именима Никодим, или Никифор, односно Николај.
Никанор је као архимандрит учинио много на одржању српског православног националног корпуса у Далмацији.

Од 1781. године, духовну јурисдикцију, над српским православним свештенством и народом у Далмацији, Истри и Боки которској, имао је епископ са седиштем у Венецији, престоници Млетачке републике (итал. Serenissima Repubblica di Venezia: 697–1797).

## Порекло и породица
Никанор је рођен у Пљeвљимa 1735. године као припадник угледног српског братства Богуновића. 

Како у његово време тако су и данашњи Скочићи у Далмацији раније носили презиме Богуновићи. Скочићи су у 18. веку били најпре сви православци, а потом је један део (огранак Богуновића из села Нос Калик) прешао у католике.
 
Потомци Николе Богуновића-Скочића, од којих је најпре у католицизам прешао његов син Симеон Богуновић – Скочић.

Он је, упркос противљењу родитеља, више пута бежао од куће у висовачки самостан и постао фра Андрија.
У Архиву Скрадинске бискупије сачувана су сведочења сердара Јосипа Петра Јосипа Семонића-Перора (из Скрадина) и Јеронима Покрајца (прекрштеног Јована из Варивода), да је Симеон крштен у цркви Св. Јулијана у Шибенику.
Презиме Скочић је било у почетку надимак једног огранка породице Богуновић, а забележено је и породично предање како је до њега дошло: 

„Када је један млади Богуновић на једном сеоском сајму при натјецању у скакању надмашио све друге момке, добили су ови Богуновићи најпре надимак Скочић, а касније им је то остало и као право службено презиме.“
Никанорови преци Богуновићи су српска морлачко-ускочка породица, која је из околине Дубровника 1582. године, мигрирала ка северу Далмације, да би се најпре настанила на подручју Шибеника (у сам Град и у његово залеђе), где их историчар др Душан Љ. Кашић (1914—1990), налази међу пописаним знаменитим српским породицама шибенске парохије из 1652. године.и коначно су се већина братственика (читај: породица) населила 1689. године у Врело (Зрмања, Лика).

## Свештенички позив и избор за архимандрита
Никанор Богуновић је као свештеник служио неколико година као парох у Скрадину у време архимандрита Никанора Рајевића (1???–1770).

Касније се замонашио у манастиру Крка (Манастир св. Арханђела Михаила), где ће својом интелигенцијом и радом скренути на себе пажњу српског свештенства, како у Далмацији, тако и ван ње.
У мају 1778. године, договорили су се Сава, игуман манастира Крупа (манастир је основан 1317. године), Никифор, игуман манастира Крка (манастир је основан 1350. године) и Гаврил, игуман манастира Драговић (манастир је основан 1395. године), заједно са свештенством Далмације да изаберу Никанора Богуновића, „да будетъ властныЙ архимандритъ и церковныЙ управитель“ за сву Далмацију.

Овај избор потврдио је 16. августа 1778. године млечанин Алвизе Фоскари III (1724–1783), тј. итал. Alvise Foscari, генерални провидур за Далмацију и Албанију, тј. итал. Provveditore generale in Dalmazia e Albania (владао: 1777–1780), а 27. јануара 1779. године Никанор је именован за архимандрит а од стране Петра Петровића (1774–1784), епископа горњокарловачког (изабараног 1774. године, а устоличеног у Плашком 1775. године).
Никанор Богуновић је био први архимандрит, који је при обнови здања манастира Крке 1783. године одредио посебну собу за библиотеку.
У свом раду за националну ствар није само морао да се бори против католичког клера и његовог прозелитизма, већ и против необузданог и плахог Герасима Зелића (1752-1828) из редова њему подређеног свештенства.
Са избором Богуновића за генералног викара сагласио се 27. маја 1783. године и филаделфијски архиепископ Софроније Кутовали (итал. Sofronio Kutovali), уз одобрење млетачког Сената.
 
На овој функцији, архимандрит Богуновић, остаће све до своје смрти 27. јуна 1792. године (у манастиру Крка).

## Филаделфијски архиепископи Далматинске дијецезе (1616–1790)
Део Далмације који је био од 1578. године под Млечанима, он је био потчињен у црквеном погледу под филаделфијском архиепископијом.
Списак архиепископа који су управљали српском православном црквом у Далмацији из Венеције (Млетачке републике) са временом владања:
- Гаврил Северо (итал. Gabriele Severo) –– (владао: 1616)
- Теофан Ксенаки (итал. Teofano Ksenaki) –– (владао: 1617–1632)
- Никодим Метакса (итал. Nicodemo Metaksa) –– (владао: 1632–1635)
- Атанасиа Валериано (итал. Atanasio Valeriano) –– (владао: 1635–1656)
- Мелетије Кортазио (итал. Melozio Cortazio) –– (владао: 1657–1677)
- Методи Морони (итал. Metodio Moroni) –– (владао: 1677–1679)
- Герасим Влак (итал. Gerasimo Vlak) –– (владао: 1679–1685)
- Мелетије Типалди (итал. Melezio Tipaldi) –– (владао: 1685–1713)
- Софроније Кутовали (итал. Sofronio Kutovali) –– (владао: 1770–1790)

## Никанор Богуновић и реконструкција манастира Крка (1778–1790)
Заслугом архимандрита Богуновића 1778. године започело се са реконструкцијом делова манастира и изградња нових.
У склопу ових активности, он је олтарски простор (завршен 1783. године) издигао за два степеника од наоса, а исти поступак може се пратити и на часној трпези, такође надзиданој. 

На релативно уском (геометријски неправилном) зиданом делу, где су се налазиле мошти, постављена је прва плоча олтарске мензе, која не може сакрити са обликом импоста оба пара пиластера. 

У време обнове архимандрита Никанора Богуновића, попречним постављањем цигли омогућено је преко свега полагање једног огромног белог монолита, који данас служи као часна трпеза.
Такође, архимандрит Богуновић је преобликовао и првобитну апсиду, која је пробијена осамдесетих година 18. века, чиме је обезбеђена велика просторна јединица у олтару. 

У овој реконструкцији манастира иза источног пара пиластера издубљени су у маси зида литургијски неопходни простори проскомидије и ђаконикона, а простори сродне намене од тада се налазе и у дубини олтара.
Никанору Богуновићу припадају заслуге и за изградњу нових објеката-целина у оквиру манастира.

Он је подигао нове ћелије (1780). а потом трпезарију (1782), библиотеку (1789) и звоник (1790).

У време градње звоника, Богуновић је подигао и саборну или архимандитску ћелију на други таван.
На спољном зиду манастирске библиотеке уклесан је следећи натпис:

„Отєц архиманdрита Наканор Богȣнович, Отєц проiгȣмєн Гєоргiє Милѣвич созиdаша от своєго труdа. Помилȣи их Госпоdи 1789.“
Никанор је успео да уреди и унапреди црквени живот у Далмацији, избегавајући унијатске замке, које му је постављао католички клер, доприносећи својим угледом и вредноћом напретку свог матичног манастира – манастира Крка.

Не само да је обновио овај манастир, не жалећи средства и труда, већ је и подигао и обнављао друге цркве у својој црквеној јурисдикцији.

Богуновић је већ 1784. године започео изградњу цркве Св. архангела Михала у Отишићу, а цркву у Далматинском Косову обно виоје 1790. године.

## Борба за очување православља
Никанор Богуновић је цео свој радни век посветио јачању православља, као и борби против унијаћења и уопште одбрани православног српског становништва Далматинској дијецези у оквиру Млетачке републике (итал. Serenissima Repubblica di Venezia: 697–1797) од (у то време) изразито агресивним католичким клером, односно прозелитизмом који је исти пропагирао. 

С обзиром на ограничене ресурсе који су му стојали на располагању, он је постао непремостива брана за покатоличење преосталог православног становштва у Далмацији, јер је у католичку веру преведен знатан део Срба у 16. и 17. веку, који су себе временом (нарочито нешто касније, у 19. веку ) почели сматрати Хрватима. 

Све до 20. век Срби католици су пружали отпор похрваћењу, при чему су у тој борби предњачили градски центри као што је Дубровник и Задар.

## Сарадња са поглаварима Српске православне цркве
У свом националном раду он се ослањао на помоћ власти Руске империје (рус. Россійская Имперія: 1721–1917), као и Руске православне цркве (рус. Русская Православная Церковь), а посебно је обраћао пажњу на координацију својих поступака са водећим личностима Српске православне цркве (скр. СПЦ ).
Из горенаведених разлога, Богуновић је имао веома живу кореспонденцију са Вићентијем Јовановићем Видаком (1730–1780), митрополит карловачки (владао: 1774–1780), Мојисијем Путником (1728–1790), митрополит карловачки (владао: 1781–1790) и Стефаном Стратимировићем (1757–1836), митрополитом карловачким (владао: 1790–1836). Срби у аустријском царству, где су се и налазили горе поменути митрополити били су такође у незавидном положају, а можда чак и у горем од оних који су владали у Далмацији. Као поданици моћних држава попут Светог римског царства (лат. Imperium Romanum Sacrum: 962–1806), односно њеног локалног репрезента Аустријског царства и ватреног заговорника католицизма, Срби су се нашли у прилично незавидној ситуацији. Њихов формалин суверен био је Јозеф II Хабзбуршки (1741–1790), тј.  , цар Светог римског царства (владао: 1765–1790), који је донео одлуку о затварању 700 православних манастира са 20.000 монаха.
Као предани национални радник, Никанор Богуновић је личним примером демонстрирао способност, мудрост и дипломатске вештине, показујући будућим поколењима Срба да и у немогућим условима добро осмишљени рад увек доноси успех.

## Важније личности које су утицале на рад и положај Никанора Богуновића Скочића
- Опис слике:
Вићентије Јовановић Видак (1730-1780), митрополит карловачки (владао: 1774-1780) Српске православне цркве.
- Опис слике:
Мојсије Путник (1728-1790), митрополит карловачки (владао: 1781-1790) Српске православне цркве.
- Опис слике:
Стефан Стратимировић (1757-1836), митрополит карловачки (владао: 1790-1836) Српске православне цркве.
- Опис слике:
Платoн Лeвшин (1737—1812), митрополит московски (владао: 1775-1811) и архиепископ Руске православне цркве (владао: 1787-1811).
- Опис слике:
Италијан Ђовани Анђело Браски (1717-1799), тј. папа Пије VI (владао: 1775-1799).
- Опис слике:
Млечанин Алвизе IV Ђовани Моћенго (1701—1778), дужд Млетачке републике (владао: 1763-1778).
- Опис слике:
Млечанин Паоло Ренијер (1710—1789), дужд Млетачке републике (владао: 1779-1789).
- Опис слике:
Млечанин Лудовико Ђовани Манин (1725—1802), дужд Млетачке републике (владао: 1789-1797).
- Опис слике:
Немац Јозеф II Хабзбуршки (1741-1790), цар Светог римског царства (владао: 1765-1790).